# Kirsten Thomson
Kirsten Thomson, född 27 september 1983 i Sydney, är en australisk simmare.
Thomson blev olympisk silvermedaljör på 4 x 200 meter frisim vid sommarspelen 2000 i Sydney.